# Rudbecksparken

Rudbecksparken är en kvarterspark i stadsdelen Fredhäll på Kungsholmen i Stockholm. Parken är belägen mellan Rålambsvägen och Fredhällsparken (och Adlerberthsgatans förlängning). 2018-2019 pågår en upprustning av parken.

## Historik
Tidigare var Rudbecksparken större och omfattade då även nuvarande Spårvägsparken och ett område däremellan söder om Rålambsvägen, där det tidigare även fanns en mindre park nära Viktor Rydbergs gata.